# Liste der Mitglieder der Deutschen Akademie der Naturforscher Leopoldina/1796
Die Liste der Mitglieder der Deutschen Akademie der Naturforscher Leopoldina für 1796 enthält alle Personen, die im Jahr 1796 zum Mitglied ernannt wurden. Insgesamt gab es vier neu gewählte Mitglieder.

## Mitglieder
| Nr. | Name                       | Beiname       | Geboren       | Aufnahme | Gestorben     | Sektion       | Bild                       | Datenbank                   |
| --- | -------------------------- | ------------- | ------------- | -------- | ------------- | ------------- | -------------------------- | --------------------------- |
| 990 | Christian Friedrich Harleß | Maecenas III. | 11. Juli 1773 | 5. Jan.  | 11. März 1853 | Medizin       | Christian Friedrich Harleß | Christian Friedrich Harless |
| 991 | Johann Wolf                |               | 26. Mai 1765  | 5. Jan.  | 16. Feb. 1824 | Naturforscher |                            | Johann Wolf                 |
| 992 | Johann Weiss               | Aristomenes   |               | 11. Jan. |               | Medizin       |                            | Johann Weiss                |
| 993 | Johann Gottlieb Klein      | Philonides I. |               | 25. Okt. |               | Medizin       |                            | Johann Gottlieb Klein       |

## Hinweis zu den Lebensdaten
In der Liste sind zunächst die Lebensdaten gemäß Archiv der Leopoldina aufgenommen. Diese beziehen sich bei noch nicht erstellten Namensartikeln auf die Angaben gem. Neigebaur (1860), Ule (1889) und dem Abgleich mit Wikidata. Die Lebensdaten im später erstellten Namensartikel können daher noch von den Lebensdaten in der Liste abweichen.